# Kurugal, Kolar
Kurugal là một làng thuộc tehsil Kolar, huyện Kolar, bang Karnataka, Ấn Độ.